# Îles Farallon
Pour l’article homonyme, voir Plaque Farallon.
Les îles Farallon, en anglais : Farallon Islands, sont un archipel de Californie, à 44 km à l'ouest-sud-ouest de la ville de San Francisco, dont elles dépendent administrativement.

## Géographie
Au total ces 0,854 km2 abritent la plus grande colonie d'oiseaux des États-Unis hors Alaska et Hawaii. Autrefois exploitées pour les peaux d'otaries et les œufs d'oiseaux, un phare et une station de radio y furent installés. Ces îles sont maintenant protégées dans le cadre du Farallon National Wildlife and Wilderness Refuge.
- Localisation de l'île du sud: 37° 41′ 58″ N, 123° 00′ 25″ O
- Localisation des iles du nord : 37° 46′ 04″ N, 123° 06′ 08″ O

Les journées sans brouillard, les îles peuvent être aperçues depuis la côte de San Francisco.

## Géologie
Il s'agit des derniers vestiges d'une plaque tectonique disparue la plaque Farallon.

## Histoire

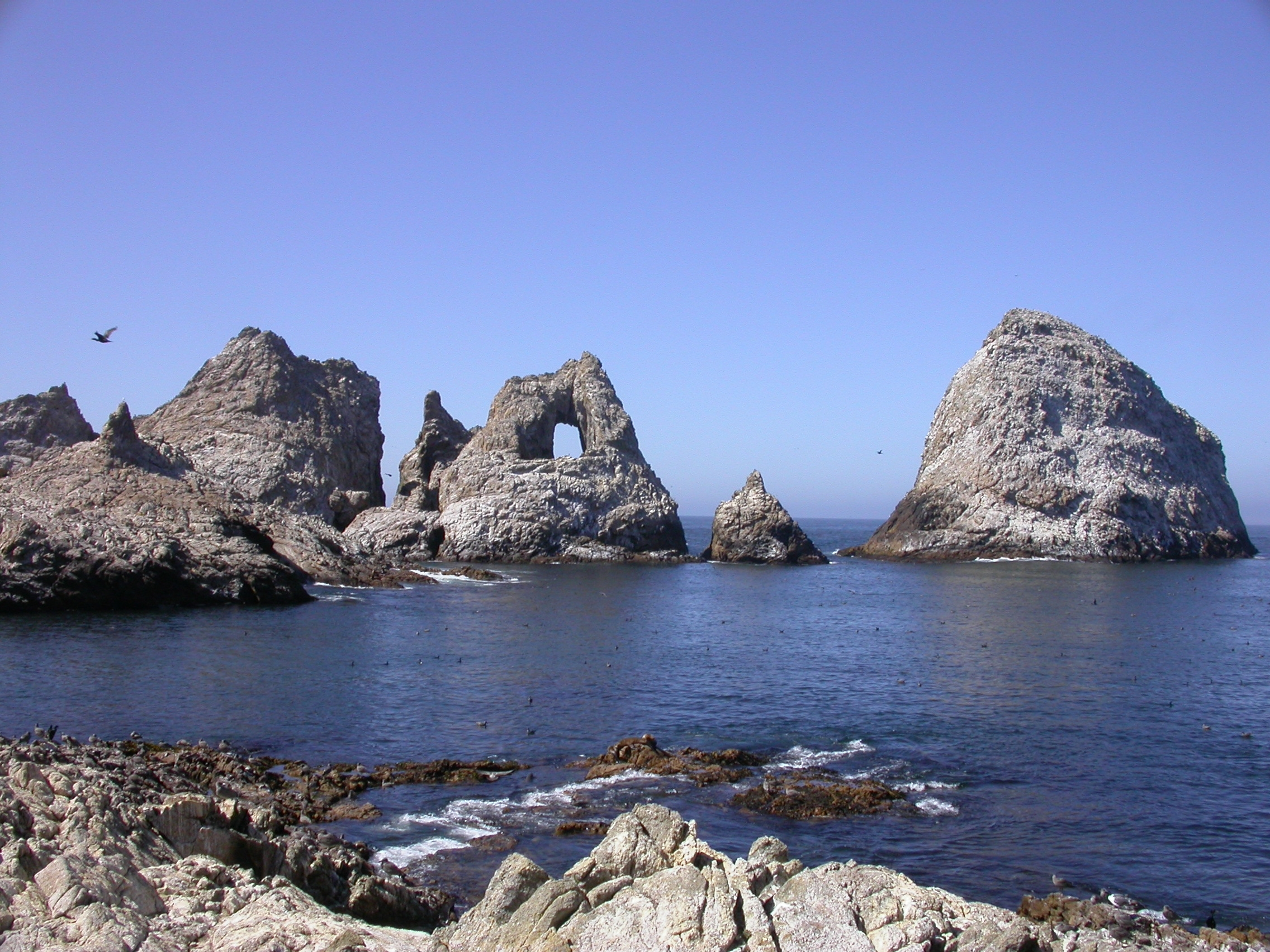
L'île d'Aulon.

Les Amérindiens devaient probablement connaître l'existence de ces îles bien avant l'arrivée des Européens mais il ne semble pas qu'ils y aient mis le pied. Le premier Européen à en faire mention est Sir Francis Drake le 24 juillet 1579. Il y accoste pour fournir son navire en œufs d'oiseaux et viande de phoque. Il nomme alors cet archipel « îles de Saint James », nom qui ne subsistera que pour un paquet de rochers dans les Farralon du Nord. Il est probable qu'un autre explorateur, Juan Rodriguez de Cabrillo, les ait vues avant mais personne avant Drake n'en a laissé de trace écrite.
Le nom de Farallones, terme espagnol pour « rochers », est finalement donné par Sebastián Vizcaíno qui les cartographie pour la première fois en 1603.
Les rochers, avec l’Archipel du Nord, non compris dans le Traité de Guadalupe Hidalgo, signé le 2 février 1848 et par lequel le Mexique cède un immense territoire aux États-Unis d'Amérique, représentent une potentielle dispute territoriale entre les deux pays.
Le second phare bâti sur la côte ouest américaine fut érigé sur une des îles Farallon en 1855.
Avec plus de 400 navires coulés dans la zone, les îles Farallon ont aussi été surnommées « Îles du mort » par les Indiens et « la dent du diable » par les marins,.
Dès 1909, le président Theodore Roosevelt désigne trois îles comme National Wildlife Refuge. Le groupe sud des îles, alors occupé par l'armée américaine, est finalement ajouté au registre en 1969.

## Faune et flore
En raison de la proximité des colonies de pinnipèdes, les eaux de cette zone, réputées pour être fréquentées par le Grand requin blanc (Carcharodon carcharias), accueillent régulièrement des scientifiques qui réalisent des études sur le comportement et la biologie alimentaire de ce squale. Certaines des images du film Océans de Jacques Perrin y ont été tournées.
De 1800 à 1840, une colonie russe s'installe sur l'île et y importe des lapins dont la population se multiplie au point de rapidement dévaster toutes les ressources naturelles des îles. Les lapins sont finalement exterminés de l'île entre 1972 et 1975.
À partir de 1849, une intense activité de récolte des œufs des guillemots des îles Farallon (Farallon Egg Company) accompagne la forte croissance de la ville, ce qui décime de façon permanente les trois quarts de la population de guillemots,. On compte cependant plus de 400 espèces différentes d'oiseaux résidant dans les îles (2019).
Victimes de la chasse intensive de cette même colonie russe, les phoques disparaissent des îles en 1850, puis réapparaissent à partir de 1996.
De 1968 à 2025, une équipe de biologistes (employés par la Point Blue Conservation Science) est en poste permanent sur l'île pour y observer la faune et la flore.
Les îles forment une zone triangulaire fortement fréquentée par les phoques, et constituent donc un terrain de chasse de prédilection pour le grand requin blanc. De nombreuses attaques de nageurs ont été enregistrées dans la zone.
De mai à novembre, la Oceanic Society (en) organise des tours pour observer le passage des baleines autour des îles.
Les îles sont réputées pour dégager une odeur insoutenable à un kilomètre à la ronde, résultat de la concentration d'excréments d'oiseaux et d'animaux marins.

## Décharge nucléaire

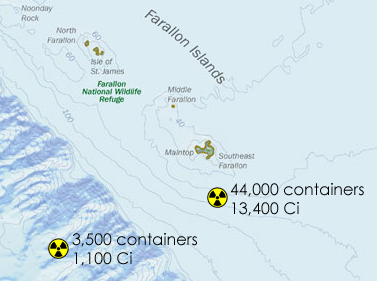
Localisation approximative des deux principales zones d'immersion de déchets radioactifs au large des îles Farallon, selon un rapport de l'United States Environmental Protection Agency datant de 1980. Néanmoins, il semblerait que les deux zones se trouvent plus à l'ouest est hors du plateau continental.

Entre 1946 et 1970, l'archipel des Farallon a servi de décharge nucléaire pour l'US Navy. On estime que 48 000 futs de déchets faiblement radioactifs ont été immergés au large des îles. En mars 2015, l'épave du porte-avions USS Independence est redécouverte dans la région ; les mesures faites à proximité de l'épave ne montrent pas de contamination nucléaire, malgré un chargement de futs de déchets lors de son torpillage volontaire en 1951,.